# Natação no Campeonato Mundial de Esportes Aquáticos de 2017 - 800 m livre feminino
A prova dos 800 metros livre feminino da natação no Campeonato Mundial de Esportes Aquáticos de 2017 ocorreu nos dias 28 de julho e 29 de julho em Budapeste na Hungria.

## Recordes
Antes desta competição, os recordes mundiais e do campeonato nesta prova eram os seguintes:
| Tipo                  | Atleta        | Tempo   | Local          | Data                 |
| --------------------- | ------------- | ------- | -------------- | -------------------- |
|                       | Katie Ledecky | 8:04.79 | Rio de Janeiro | 12 de agosto de 2016 |
| Recorde do campeonato | Katie Ledecky | 8:07.39 | Cazã           | 8 de agosto de 2015  |

## Medalhistas
| Ouro                | Prata            | Bronze           |
| Katie Ledecky (USA) | Li Bingjie (CHN) | Leah Smith (USA) |

## Resultados

### Eliminatórias
Esses foram os resultados das eliminatórias. Foram realizadas no dia 28 de julho com início às 11:06. 
| Pos. | Bateria | Raia | Nadadora                    | Nacionalidade   | Tempo   | Notas            |
| ---- | ------- | ---- | --------------------------- | --------------- | ------- | ---------------- |
| 1    | 4       | 4    | Katie Ledecky               | Estados Unidos  | 8:20.24 | Q                |
| 2    | 3       | 5    | Leah Smith                  | Estados Unidos  | 8:21.19 | Q                |
| 3    | 4       | 3    | Li Bingjie                  | China           | 8:22.92 | Q                |
| 4    | 4       | 5    | Mireia Belmonte             | Espanha         | 8:24.98 | Q                |
| 5    | 3       | 6    | Simona Quadarella           | Itália          | 8:27.70 | Q                |
| 6    | 3       | 4    | Boglárka Kapás              | Hungria         | 8:28.93 | Q                |
| 7    | 4       | 6    | Zhang Yuhan                 | China           | 8:29.52 | Q                |
| 8    | 3       | 1    | Holly Hibbott               | Reino Unido     | 8:30.66 | Q                |
| 9    | 3       | 2    | Ajna Késely                 | Hungria         | 8:32.01 |                  |
| 10   | 2       | 4    | Julia Hassler               | Liechtenstein   | 8:34.13 | Recorde nacional |
| 11   | 4       | 8    | Celine Rieder               | Alemanha        | 8:34.16 |                  |
| 12   | 3       | 8    | Kristel Köbrich             | Chile           | 8:34.51 |                  |
| 13   | 3       | 9    | Diana Duraes                | Portugal        | 8:35.10 |                  |
| 14   | 3       | 3    | Ariarne Titmus              | Austrália       | 8:37.10 |                  |
| 15   | 4       | 2    | Tjaša Oder                  | Eslovênia       | 8:38.84 |                  |
| 16   | 4       | 1    | Mackenzie Padington         | Canadá          | 8:40.68 |                  |
| 17   | 2       | 3    | Choi Jung-min               | Coreia do Sul   | 8:40.87 |                  |
| 18   | 4       | 7    | Jimena Pérez                | Espanha         | 8:41.41 |                  |
| 19   | 4       | 9    | Gaja Natlačen               | Eslovênia       | 8:41.49 |                  |
| 20   | 4       | 0    | Olivia Anderson             | Canadá          | 8:43.93 |                  |
| 21   | 3       | 0    | Tamila Holub                | Portugal        | 8:44.85 |                  |
| 22   | 3       | 7    | Emma Robinson               | Nova Zelândia   | 8:44.87 |                  |
| 23   | 2       | 5    | Paulina Piechota            | Polónia         | 8:49.76 |                  |
| 24   | 2       | 7    | Martina Elhenická           | Chéquia         | 8:52.39 |                  |
| 25   | 2       | 1    | Monique Olivier             | Luxemburgo      | 8:54.27 |                  |
| 26   | 2       | 8    | Hania Moro                  | Egito           | 8:54.30 |                  |
| 27   | 1       | 4    | María Bramont-Arias         | Peru            | 8:56.12 |                  |
| 28   | 2       | 2    | Helena Moreno               | Costa Rica      | 8:56.43 |                  |
| 29   | 2       | 9    | Kate Beavon                 | África do Sul   | 8:58.31 |                  |
| 30   | 2       | 0    | Raina Ramdhani              | Indonésia       | 9:02.49 |                  |
| 31   | 1       | 5    | Ho Nam Wai                  | Hong Kong       | 9:03.38 |                  |
| 32   | 1       | 3    | Souad Cherouati             | Argélia         | 9:05.67 |                  |
| 33   | 1       | 7    | Talita Te Flan              | Costa do Marfim | 9:07.56 |                  |
| 34   | 2       | 6    | Ayumi Macías                | México          | 9:08.78 |                  |
| 35   | 1       | 6    | Daniella van den Berg       | Aruba           | 9:17.77 |                  |
| 36   | 1       | 1    | Gabriella Doueihy           | Líbano          | 9:19.43 |                  |
| 37   | 1       | 2    | Sudthirak Watcharabusaracum | Tailândia       | 9:32.44 |                  |
| 38   | 1       | 8    | Hannah Gill                 | Barbados        | 9:39.78 |                  |

### Final
A final foi realizada em 29 de julho às 18h55. 
| Pos.              | Raia | Nadadora          | Nacionalidade  | Tempo   | Notas            |
| ----------------- | ---- | ----------------- | -------------- | ------- | ---------------- |
| Medalha de ouro   | 4    | Katie Ledecky     | Estados Unidos | 8:12.68 |                  |
| Medalha de prata  | 3    | Li Bingjie        | China          | 8:15.46 | Recorde asiático |
| Medalha de bronze | 5    | Leah Smith        | Estados Unidos | 8:17.22 |                  |
| 4                 | 6    | Mireia Belmonte   | Espanha        | 8:23.30 |                  |
| 5                 | 7    | Boglárka Kapás    | Hungria        | 8:24.41 |                  |
| 6                 | 1    | Zhang Yuhan       | China          | 8:26.06 |                  |
| 7                 | 2    | Simona Quadarella | Itália         | 8:26.50 |                  |
| 8                 | 8    | Holly Hibbott     | Reino Unido    | 8:38.63 |                  |

Legenda
| Recorde mundial       | Recorde mundial (World record)               |                       | Recorde africano                      | Recorde africano (African) |                                           | Q | Classificado por posição (Qualified) |
| Recorde do campeonato | Recorde do campeonato (Championship record)  | Recorde da América    | Recorde da América (Americas)         | q                          | Classificado por melhor tempo (Qualified) |   |                                      |
| Melhor marca do ano   | Melhor marca do ano (World leading)          | Recorde asiático      | Recorde asiático (Asian)              | DNS                        | Não largou (Did not start)                |   |                                      |
| Recorde nacional      | Recorde nacional (National record)           | Recorde europeu       | Recorde europeu (European)            | DNF                        | Não terminou (Did not finish)             |   |                                      |
| Recorde pessoal       | Recorde pessoal do atleta (Personal best)    | Recorde da Oceania    | Recorde da Oceania (Oceania)          | DSQ / DQ                   | Desclassificado (Disqualified)            |   |                                      |
| Recorde da temporada  | Recorde da temporada do atleta (Season best) | Recorde sul-americano | Recorde sul-americano (South America) | NM                         | Sem marca (No mark)                       |   |                                      |